# Natagaima (kommun)
Natagaima är en kommun i Colombia.   Den ligger i departementet Tolima, i den centrala delen av landet, 160 km sydväst om huvudstaden Bogotá. Antalet invånare är 23 212. Arean är 862 kvadratkilometer.
Terrängen i Natagaima är varierad.